# Mohamed Abdullahi Mohamed
Mohamed Abdullahi Mohamed Farmajo (* 1962 Mogadišo) je somálský politik a diplomat, mezi lety 2017 a 2022 prezident Somálska.

## Osobní život
Přívlastek „Farmajo“ získal na památku svých předků z jihosomálského regionu Gedo. V letech 1989 až 1993 studoval historii na Buffalské universitě, kde získal bakalářský titul. V roce 2009 zde obdržel i magisterský titul z politických věd. Jeho diplomová práce se jmenuje: „Strategické zájmy USA v Somálsku: Od doby studené války do války proti terorismu“. Má somálské i americké občanství.

## Politická kariéra
V letech 1985 až 1989 zastával funkci somálského velvyslance ve Spojených státech. Od 31. října 2010 do 19. června 2011 byl somálským premiérem. V roce 2012 založil politickou stranu Tayo. V srpnu téhož roku poprvé kandidoval na funkci prezidenta Somálské republiky, ale prohrál s protikandidátem Hasanem Sheikem Mohamadem. Podruhé se prezidentských voleb zúčastnil v roce 2017, v druhém kole vyhrál nad znovukandidujícím Hasanem Sheikem Mohamadem a 8. února 2017 se ujal úřadu.